# Chen (artista)
Kim Jong-dae (hangul: 김종대; hanja: 金钟大; rr: Gim Jong-dae; MR: Kim Chong-tae; chinês tradicional: 金鍾大, pinyin: Jīn Zhōngdà; nascido em 21 de setembro de 1992), mais conhecido na carreira musical por seu nome artístico Chen (em coreano:  첸), é um cantor e ator sul-coreano que faz parte do grupo sino-coreano EXO. Juntou-se a SM Entertainment no início de 2011, aos 18 anos, após uma audição bem-sucedida no S.M. Casting System. Foi apresentado como membro do grupo Exo em dezembro de 2011, estreando oficialmente em abril de 2012.

## Carreira

### 2011–15: Exo, SM the Ballad e crescente popularidade
Chen foi formalmente apresentado como membro do grupo Exo em 29 de dezembro de 2011. Junto com Lu Han, Tao e Kai, fez sua primeira performance televisiva no evento da SBS Gayo Daejun, no mesmo dia. O primeiro single do grupo, "What Is Love", foi lançado em 30 de janeiro de 2012. O grupo lançou seu segundo single, intitulado "History" em 9 de março. O showcase de pré-estreia do grupo foi realizado no Estádio Olímpico de Seul, em 31 de março de 2012, cem dias após a o primeiro trailer de sua estréia em 21 de dezembro de 2011. O showcase foi realizado para cerca de 3.000 fãs de 8.000 candidatos selecionados para assistir suas performances. O grupo realizou uma conferência de imprensa e mostrou suas performances no Grande Salão da Universidade de Economia e Negócios Internacionais em Pequim, China em 1 de abril de 2012. Em 24 de abril do mesmo ano, junto com D.O., Baekhyun, Lu Han, BoA, Kangta, TVXQ, Taeyeon, Yesung, Jonghyun e Luna, lançaram uma canção para a trilha sonara do filme I AM., intitulada "Dear My Family".
Em agosto de 2013, participou do programa da KBS Immortal Song 2, juntamente com Baekhyun, interpretando a canção "I Really Didn't Know". Em 3 de fevereiro de 2014, a SM Entertainment revelou que o grupo SM The Ballad iria fazer seu retorno com novos membros, sendo Chen um deles. Chen cantou a versão em chinês da faixa-título, "Breath", com Zhang Liyin, bem como as faixas "하루 (A Day Without You)" com Jonghyun e "좋았던 건, 아팠던 건 (When I Was... When U Were...)" com Krystal, para o segundo mini-álbum do grupo intitulado SM the Ballad Vol. 2 – Breath. Em 23 de julho do mesmo ano lançou a canção "최고의 행운 (The Best Luck)" para a trilha sonora da série It's Okay, That's Love, que dominou as paradas musicais após seu lançamento, e também recebeu os prêmios de Melhor Trilha Sonora por um Artista Masculino e Melhor Canção de Trilha Sonora. Em outubro de 2014, estrelou o remake do vídeo musical de "No.1" feito para o EXO 90:2014. Foi convidado como um performer especial do APAN Star Awards em 11 de novembro do mesmo ano, onde apresentou a canção ao vivo.
Em março de 2015, apareceu no vídeo musical da canção "촉이와 (Can You Feel It?)" do Super Junior-D&E. Em 9 de abril de 2015, foi anunciado que Chen havia sido selecionado como MC especial do programa Show! Music Core. Ainda em abril, estrelou ao lado dos outros membros do EXO a web-série EXO Next Door, também estrelada pela atriz Moon Ga-young. Compôs a canção "Promise", juntamente com Lay e Chanyeol, para  a versão repaginada do segundo álbum de estúdio do grupo EXO, intitulado Love Me Right, lançado em 3 de junho. Em julho de 2015, foi escalado para o musical In the Heights, juntamente com Key, Kim Sung-kyu, Jang Dong-woo, Luna e grande elenco, marcando sua estreia como ator. O musical foi produzido pela SM C&C, uma subsidiária da S.M. Entertainment, e decorreu de 4 setembro a 22 novembro de 2015 no Blue Square. A S.M. Entertainment revelou em 15 de agosto, que Chen faria uma apresentação solo no 2015 Grand Hallyu Festival. Em 30 de agosto do mesmo ano, se tornou o vice-campeão na décima primeira rodada do King of Mask Singer com o nome de "Legendary Guitar Man".

### 2016–presente: Colaborações, Exo-CBX e estreia solo

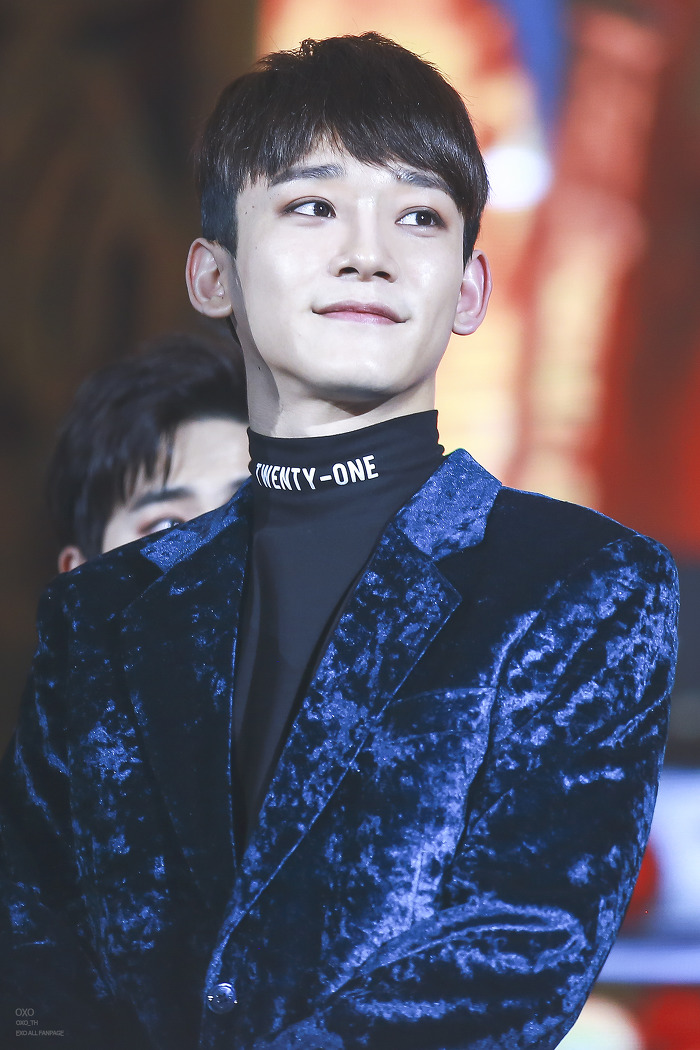
Chen durante o 8th Melon Music Awards, em 2016

Em fevereiro de 2016, Chen com a cantora Punch lançou um dueto intitulado "Everytime" como trilha sonora para a série de televisão da KBS série dramática de televisão Descendants of the Sun. A canção estreou no número um no Gaon Weekly Digital Chart. Em abril do mesmo ano, em parceria com a rapper Heize lançou "썸타 (Lil' Something)", uma canção produzida por Ryu Jae-hyun membro do Vibe, como o nono single semanal do projeto SM Station da SM Entertainment. Ainda em abril, a S.M. Entertainment confirmou a participação de Chen, juntamente com Xiumin, no show de variedades Travel without Manager. Assim como o título, o conceito do show mostra os dois viajando sem gerentes. Em maio de 2016, participou do programa Sugar Man, juntamente com Chanyeol, apresentando um cover da canção "다시 사랑한다면 (If I Love Again)", vencendo a competição do programa para a equipe de Yoo Jae-suk. Em julho do mesmo ano, lançou a canção "Beautiful Accident" para a trilha sonora do filme de mesmo nome, em parceria com Suho. No inicio de agosto de 2016, foi anunciado que Chen cantaria a música tema de encerramento de Moon Lovers: Scarlet Heart Ryeo, intitulada "너를 위해 (For You)", juntamente com Baekhyun e Xiumin. A canção foi lançada em 24 de agosto. Em 7 de outubro, lançou a canção "Years", em colaboração com DJ o Alesso através do projeto Station. Ainda em outubro, a SM Entertainment anunciou que Chen junto com Baekhyun e Xiumin estreariam como parte da primeira sub-unit do EXO, intitulada EXO-CBX. O primeiro mini-álbum da subunidade, intitulado Hey Mama!, foi lançado em 31 de outubro de 2016.
Em 18 de janeiro de 2017, foi revelado que Chen seria o primeiro artista a aparecer no projeto de colaboração "Mixxxture" do Dynamic Duo. A faixa, titulada "기다렸다 가 (Nosedive)", teve seu lançamento em 24 de janeiro. Em fevereiro de 2017, lançou a canção "안녕 못해 (I'm Not Okay)" para a trilha sonora do drama da MBC Missing 9. Através do projeto Station, lançou a canção "Bye Babe" em colaboração com 10 cm em 3 de novembro de 2017. No mês seguinte lançou a canção "Dear My Family" como parte do SM Town para o projeto Station. A primeira versão da canção foi lançada originalmente em 2012, mas após a morte de Jonghyun a SM Entertainment decidiu lançar uma nova versão postumamente com Jonghyun e outros artistas da agência. Em de 16 de outubro de 2018, lançou a canção "Cherry Blossom Love Song" para a trilha sonora de 100 Days My Prince. Chen co-escreveu a canção "Love Shot", juntamente com Chanyeol e Jo Yoon-kyung, lançada em dezembro de 2018 como faixa título da edição reeditada do quinto álbum de estúdio em coreano do EXO, Don't Mess Up My Tempo. As letras da canção falam sobre a esperança de estarem juntos e redescobrirem o significado do amor verdadeiro, "que parece estar desaparecendo cada vez mais de um mundo sombrio". Em 7 de fevereiro de 2019, lançou a canção "Make It Count" para a trilha sonora do drama Touch Your Heart.
Em 8 de março de 2019, a SM Entertainment confirmou a estreia solo de Chen com o lançamento de seu primeiro extended play, April, and a Flower, para 1 de abril. Em 13 de maio do mesmo ano, o cantor Lim Han-byul, sob o nome artístico Onestar, lançou o single "May We Bye" (오월의 어느 봄날) com a participação de Chen. A música é a última da série de três partes de Han-byul sobre rompimentos. Seu segundo extended play, intitulado Dear My Dear, foi lançado em 1 de outubro de 2019.

## Filantropia
Em 15 de dezembro de 2015, Chen juntamente com Chanyeol e Kai entregaram briquetes de carvão para os destinatários manterem suas casas aquecidas no inverno. Foi relatado que os artistas tinham acabado de voltar da China algumas horas antes, e ainda assim dedicaram seu tempo e trabalho duro para aqueles que precisam. Em janeiro de 2016, Chen performou a canção de John Lennon "Imagine" com a pianista mundialmente famosa Steve Barakatt no Sejong Center for the Performing Arts, como parte do "Imagine Project" da UNICEF. Em junho de 2016, juntamente com outros artistas da SM Entertainment colaborou para a campanha "Imagine Project" da UNICEF, interpretando novamente a canção "Imagine".

## Vida pessoal
Tem um irmão mais velho chamado Kim Jong-deok. Em 19 de julho de 2016, Chen postou uma mensagem na pagina oficial do EXO anunciando que não aceitaria mais presentes de seus fãs. Explicou que é grato por todos os presentes que recebeu, e que decidiu parar de aceitar para que ninguém entenda mal quando ele usa certos presentes e outros não. Em 28 de fevereiro de 2017, foi revelado que Chen foi aprovado na Universidade Hanyang Cyber de Seul para completar seu MBA de Publicidade e Mídias.
Em 13 de janeiro de 2020, Chen anunciou que vai se casar com uma não celebridade, em uma cerimônia privada com a participação de ambas as famílias. Também foi revelado que o casal está esperando seu primeiro filho.
Em 29 de abril de 2020, uma fonte da SM Entretainment confirmou o nascimento da primeira filha de Chen, em um hospital em Gang-nam, na Coreia do Sul. 
Em 16 de novembro de 2021, uma fonte da SM Entretainment confirmou que Chen será pai pela segunda vez e que ele e sua esposa estão a espera de seu segundo filho. [2]

## Discografia
Extended plays
- April, and a Flower (2019)
- Dear My Dear (2019)

## Filmografia

### Filmes
| Título           | Ano  | Papel     | Notas                   |
| ---------------- | ---- | --------- | ----------------------- |
| SMTOWN The Stage | 2015 | Ele mesmo | Documentário da SM Town |

### Televisão
| Título                    | Ano  | Rede | Notas                                                          |
| ------------------------- | ---- | ---- | -------------------------------------------------------------- |
| Immortal Songs 2          | 2013 | KBS  | Competidor                                                     |
| King of Mask Singer       | 2015 | MBC  | Competidor (Ep. 21–22) Apresentado como "Legendary Guitarman". |
| Two Yoo Project Sugar Man | 2016 | JTBC | Participação (Ep. 32)                                          |

### Web
| Título                 | Ano  | Papel     | Rede          | Notas                                   |
| ---------------------- | ---- | --------- | ------------- | --------------------------------------- |
| EXO Next Door          | 2015 | Chen      | Naver TV Cast | Recorrente; Papel fictício de si mesmo. |
| Travel without Manager | 2016 | Ele mesmo | Cookat TV     | Regular (Ep. 1–8)                       |
| The Visible SM         | 2016 | Ele mesmo | V Live        | Ep. 1–4                                 |

### Teatro
| Título         | Ano  | Papel |
| -------------- | ---- | ----- |
| In the Heights | 2015 | Benny |

## Prêmios e indicações
| Ano            | Prêmio                                       | Categoria                                | Trabalho nomeado | Resultado |
| -------------- | -------------------------------------------- | ---------------------------------------- | ---------------- | --------- |
| 2014           | 16th Seoul International Youth Film Festival | Best OST by a Male Artist                | "The Best Luck"  | Venceu    |
| 2014           | 5th So-Loved Awards                          | Best OST Song                            | "The Best Luck"  | Venceu    |
| 2017           | 19th Mnet Asian Music Awards                 | Best Collaboration (com Dynamic Duo)     | "Nosedive"       | Venceu    |
| 2017           | 19th Mnet Asian Music Awards                 | Qoo10 Song of The Year                   | "Nosedive"       | Indicado  |
| 2017           | 9th Melon Music Awards                       | Best Rap/Hip Hop Award (com Dynamic Duo) | "Nosedive"       | Venceu    |
| 2018           | 7th Gaon Chart Music Awards                  | Song of the Year – January               | "Nosedive"       | Indicado  |
| Outros prêmios |                                              |                                          |                  |           |
| 2017           | 12th Soompi Awards                           | Best Drama OST (com Punch)               | "Everytime"      | Indicado  |
| 2017           | 12th Soompi Awards                           | Best Drama OST (com Baekhyun X Xiumin)   | "For You"        | Venceu    |
| 2018           | 13th Soompi Awards                           | Best Collaboration (com Dynamic Duo)     | "Nosedive"       | Indicado  |

### Prêmios em programas musicais
| Ano      | Data           | Canção                       |
| -------- | -------------- | ---------------------------- |
| Inkigayo |                |                              |
| 2017     | 5 de fevereiro | "Nosedive" (com Dynamic Duo) |